# Stephanie De Croock
Stephanie De Croock (Dendermonde, 3 april 1979) is een Belgische atlete, die gespecialiseerd is in de steeplechase en het veldlopen. Ze werd tweemaal Belgisch kampioene in deze discipline. Ze vertegenwoordigde België bij verschillende internationale wedstrijden.

## Loopbaan
Haar eerste succes bij de senioren boekte De Croock in 2004 met het winnen van de nationale titel op de 3000 m steeplechase. Het jaar erop verbeterde ze met 6.20,14 het Belgisch record op de 2000 m steeplechase.
In deze discipline nam De Croock ook deel aan de wereldkampioenschappen van 2005 in Helsinki en die van 2007 in Osaka, maar sneuvelde hierbij in de series. In 2009 werd ze voor de tweede maal Belgisch kampioene op de 3000 m steeplechase.
Als veldloopster nam Stephanie De Croock verschillende malen deel aan een Europees of wereldkampioenschap. Haar beste prestatie is een 39e plaats in 2007.
De Croock is aangesloten bij AC Zele.

## Belgische kampioenschappen
| Onderdeel           | Jaar       |
| ------------------- | ---------- |
| 3000 m steeplechase | 2004, 2009 |

## Persoonlijke records
| Onderdeel           | Prestatie | Datum            | Plaats         |
| ------------------- | --------- | ---------------- | -------------- |
| 2000 m steeplechase | 6.30,48   | 3 september 2005 | Beveren        |
| 3000 m steeplechase | 9.41,79   | 28 juli 2007     | Heusden-Zolder |

## Palmares

### 3000 m steeplechase
- 2004:  BK AC - 10.16,65
- 2005: 5e Europacup B in Leiria - 10.12,8
- 2005: 8e in series WK - 9.54,68
- 2006: 4e Europacup A in Praag - 10.11,78
- 2007: 12e in series WK - 10.01,74
- 2009:  BK AC - 10.28,13

### veldlopen
- 1997: 43e EK junioren in Oeiras
- 2001: 64e WK in Oostende - 31.57
- 2002: DNS EK in Medulin
- 2002: 53e WK in Dublin - 29.27
- 2003: 44e EK in Edinburgh
- 2004: 40e EK in Heringsdorf
- 2004: 68e WK in Brussel - 30.27
- 2006: 53e EK in Legnano
- 2007: 39e EK in Toro